# Qassim Alsaedy
Qassim Alsaedy (Bagdad, 1949) is een Irakese kunstenaar wonend in Nederland.
Qassim's werk gaat over de liefde voor een persoon, een gedachte, een plek of een land. De eeuwige strijd tussen oorlog, haat, lelijkheid en slechtheid en hun tegenpolen vrede, liefde, goedheid en schoonheid.
Qassim is een kunstenaar die naast schilderijen ook installaties en werken op papier maakt. In samenwerking met keramiste Brigitte Reuter vervaardigt hij keramische objecten.

## Biografie
Qassim Alsaedy studeerde van 1969 tot 1973 schilderkunst aan de Academie voor Schone Kunsten in Bagdad. Hij heeft geëxposeerd op talloze solo- en groepsexposities in: Irak, Libanon, Syrië, Jemen, Libië, Frankrijk, Nederland, Duitsland, België, de Verenigde Arabische Emiraten, Italië en Zweden. Qassim is lid van verschillende organisaties van kunstenaars: ISOA in Irak; Aiap in Frankrijk, BEEK, GSA en Kunstliefde in Nederland. Hij was docent kunstonderwijs in Irak, Libië en Nederland. In 2002 won hij de Kirkhofprijs.
Onder Saddam Hoessein zat Qassim Alsaedy negen maanden vast als politiek gevangene. Als reactie op deze helse ervaring begon de Iraaks-Nederlandse schilder een zoektocht naar wat hij ‘absolute schoonheid’ noemt. Hij exposeert en verkoopt werk in Europa, het Midden-Oosten en Azië.

## Tentoonstellingen
In 2006 werd er een grote overzichtstentoonstelling aan zijn werk gewijd in Museum Flehite Amersfoort. Het Rijksmuseum voor Oudheden in Leiden heeft enkele werken van Qassim opgenomen in hun vaste opstelling. Qassim Alsaedy werd in 2017 uitgenodigd voor een solotentoonstelling in het prestigieuze Iraq Museum, het Nationale museum van Irak in Bagdad en een van de belangrijkste musea van het Midden-Oosten. Van november tot februari is in het Gouda Museum onder de titel 'Goodmorning Bagdad' een overzichtstentoonstelling van Qassim Alsaedy te zien. Van september tot november 2013 is het werk van Qassim Alsaedy te zien geweest in Stadsmuseum Vianen.
Voor de tentoonstellingen in Gouda, Vianen en Baghdad is een documentaire film gemaakt over Qassim Alsaedy door Aad van Vliet en Jos van Stralen.
Qassim's werk wordt permanent tentoongesteld in Galerie & Kunstmakelaardij Frank Welkenhuysen te Utrecht.